# 韦尔东河畔拉帕吕
韦尔东河畔拉帕吕（法語：La Palud-sur-Verdon，法語發音：[la paly syʁ vɛʁdɔ̃]）是法国上普罗旺斯阿尔卑斯省的一个市镇，属于卡斯泰拉讷区。

## 地理
韦尔东河畔拉帕吕（43°46'48"N, 6°20'30"E）面积81.26 平方千米，位于法国普罗旺斯-阿尔卑斯-蓝色海岸大区上普罗旺斯阿尔卑斯省，该省份为法国东南部内陆省份，北起上阿尔卑斯省，西接沃克吕兹省，西北接德龙省，南至瓦尔省，东临滨海阿尔卑斯省，东北部与意大利接壤。
与韦尔东河畔拉帕吕接壤的市镇（或旧市镇、城区）包括：布略、马雅斯特尔、穆斯捷圣玛丽、鲁贡、艾吉讷。

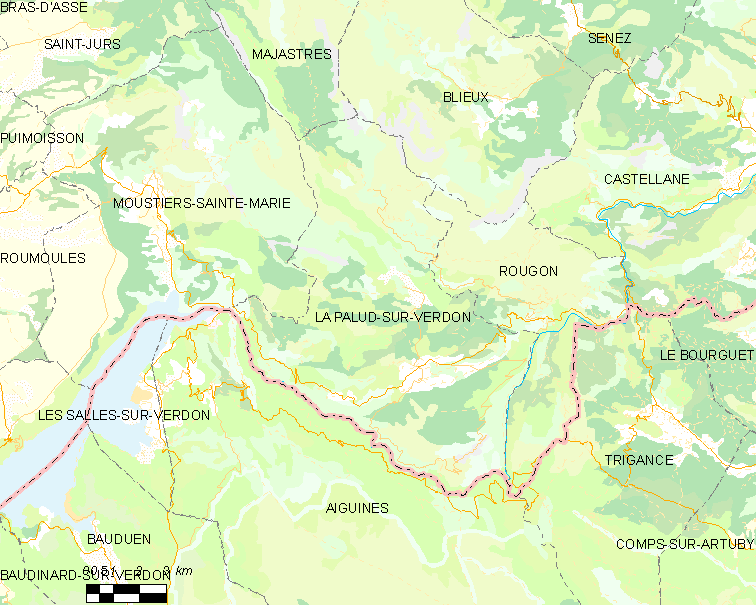
韦尔东河畔拉帕吕的OSM定位图

韦尔东河畔拉帕吕的时区为UTC+01:00、UTC+02:00（夏令时）。

## 行政
韦尔东河畔拉帕吕的邮政编码为04120，INSEE市镇编码为04144。

## 政治
韦尔东河畔拉帕吕所属的省级选区为里耶兹县。

## 人口

1962-2008年间韦尔东河畔拉帕吕人口变化图示

韦尔东河畔拉帕吕于2022年1月1日时的人口数量为350人。